# 錦生村 (山梨県)
錦生村（きんせいむら）は山梨県東八代郡にあった村。現在の笛吹市中部、中央自動車道一宮御坂インターチェンジの南西一帯にあたる。

## 歴史
- 1942年（昭和17年）6月1日 - 錦村・金生村が合併して発足。
- 1955年（昭和30年）4月29日 - 黒駒村と合併して御坂町が発足。同日錦生村廃止。

## 交通

### 道路
現在は旧村域に中央自動車道の御坂バスストップが所在するが、当時は未開通。

## 出身有名人
- 穴山勝堂 - 大正・昭和期の日本画家、大字八千蔵（錦村以前の八千蔵村）出身[1]
- 石原舟月 - 大正・昭和期の俳人、大字二之宮（錦村大字二之宮）出身
- 石原八束 - 昭和・平成期の俳人、大字二之宮（錦村大字二之宮）出身
- 杉本茂十郎 - 江戸時代後期の商人、大字夏目原（錦村以前の夏目原村）出身[2]
- 法印大五郎 - 江戸時代後期の侠客、大字二之宮（錦村以前の二之宮村）出身